# Shorkot
Shorkot (en ourdou : سمبڑيال) est une ville pakistanaise, située dans le district de Jhang, dans le centre de la province du Pendjab. Elle est la capitale du tehsil éponyme et la deuxième plus grande ville du district.
Cette ville est notamment connue pour abriter les mausolées de plusieurs intellectuels soufistes, dont Sultan Bahu, qui a vécu entre 1630 et 1691 et était envoyé par l'empereur moghol Shah Alam II pour répondre l'islam.
La population de la ville a été multipliée par plus de quatre entre 1972 et 2017 selon les recensements officiels, passant de 9 543 habitants à 42 962. Entre 1998 et 2017, la croissance annuelle moyenne s'affiche à 2,4 %, semblable à la moyenne nationale. Selon le recensement de 2023, la population de la ville monte à 47 248 habitants.
|            | 1972 (rec.) | 1981 (rec.) | 1998 (rec.) | 2017 (rec.) | 2023 (rec.) |
| ---------- | ----------- | ----------- | ----------- | ----------- | ----------- |
| Population | 9 543       | 18 533      | 27 276      | 42 962      | 47 248      |